# 吉田病院 (大阪府)
吉田病院（よしだびょういん）は、医療法人毅峰会が大阪府枚方市に設置する病院。

## 診療科
（この節の出典）
- 外科
- 循環器内科 - 循環器内科によるドクターカーの運用をしている[2]。
- 泌尿器科
- 整形外科
- 内科
- 血管外科
- 消化器外科
- 腎臓内科
- 肛門外科
- 胆のう外科
- 肝臓外科
- 腹部外科
- 呼吸器内科
- 乳腺外科
- 血液内科
- 脳神経外科
- 消化器内科
- 胃腸内科
- 放射線科
- リハビリテーション科
- 麻酔科

## 医療機関の指定・認定
（下表の出典）
| 保険医療機関                       | 労災保険指定病院 |
| 生活保護法指定病院                 | 臨床研修病院     |
| 指定自立支援病院（更生医療）       | 結核指定病院     |
| 原子爆弾被害者一般疾病医療取扱病院 | DPC対象病院      |
| 在宅療養支援病院                   | 公害医療機関     |

- 救急告示病院[3]
- このほか、各種法令による指定・認定病院であるとともに、各学会の認定施設でもある。

## 交通アクセス
- 京阪本線「光善寺駅」より北へ徒歩5分[4]